# Sphingicampa boisduvali
Sphingicampa boisduvali är en fjärilsart som beskrevs av Druce 1886. Sphingicampa boisduvali ingår i släktet Sphingicampa och familjen påfågelsspinnare. Inga underarter finns listade i Catalogue of Life.